# 真中ゆり
真中 ゆり（まなか ゆり、1983年1月22日- ）は、日本のAV女優。神奈川県出身。2005年、「イカセ無限中出し 2」でAVデビュー。

## 出演作品
- 2005年
  - イカセ無限中出し 2 真中ゆり（2月15日、MOODYZ）
  - ゴックンくらぶ 2 真中ゆり（3月15日、MOODYZ）
  - 使い捨てM奴隷 19 真中ゆり（4月15日、MOODYZ）
  - 完全女体パーツマニュアル 真中ゆり（6月1日、MOODYZ）
  - ぶっかけ中出しアナルFUCK! 真中ゆり（7月1日、MOODYZ）
- 2006年
  - メスネコ Pussy Cat 真中ゆり（1月10日、Marya Digital Pictures）